# Marquesado de la Cenia
El marquesado de la Cenia es un título nobiliario español creado el 18 de abril de 1871 por el rey Amadeo I a favor de Fernando Cotoner y Chacón, teniente general, capitán general de Puerto Rico y ministro de la guerra.
A este título el rey Alfonso XII le concedió la grandeza de España el 15 de agosto de 1882, al mismo titular.
Su denominación hace referencia a la localidad de Cenia, en la provincia de Tarragona.

## Marqueses de la Cenia
|                                                                   | Titular                                                           | Periodo                                                           |                                                                   |
| Creación por Amadeo I Grandeza de España otorgada por Alfonso XII | Creación por Amadeo I Grandeza de España otorgada por Alfonso XII | Creación por Amadeo I Grandeza de España otorgada por Alfonso XII | Creación por Amadeo I Grandeza de España otorgada por Alfonso XII |
| ----------------------------------------------------------------- | ----------------------------------------------------------------- | ----------------------------------------------------------------- | ----------------------------------------------------------------- |
| I                                                                 | Fernando Cotoner y Chacón Manrique de Lara y Despuig              | 1871-1888                                                         |                                                                   |
| II                                                                | Nicolás Cotoner y Allendesalazar                                  | 1889-1897                                                         |                                                                   |
| III                                                               | Pedro Cotoner y de Veri                                           | 1900-1935                                                         |                                                                   |
| IV                                                                | José Cotoner y de las Casas                                       | 1950-1989                                                         |                                                                   |
| V                                                                 | Nicolás Cotoner y de las Casas                                    | 1985-1990                                                         |                                                                   |
| VI                                                                | María de los Dolores Cotoner y Quirós                             | 1991-actual titular                                               |                                                                   |

## Historia de los marqueses de la Cenia
- Fernando Cotoner y Chacón Manrique de Lara y Despuig (1817-16 de junio de 1888), I marqués de la Cenia.[4]

Casó, el 30 de octubre de 1837, con Francisca Allendesalazar y Loizaga, hija de Nicolás María Allendesalazar conde de Montefuerte. El 11 de marzo de 1889, le sucedió su hijo:
- Nicolás Cotoner Allendesalazar (1848-17 de enero de 1897), II marqués de la Cenia[4] y VI marqués de Ariany.

Casó, el 21 de abril de 1868, con Bárbara de Veri y Fortuny. En 24 de diciembre de 1900, le sucedió su hijo:
- Pedro Cotoner y de Veri (1 de febrero de 1872-10 de mayo de 1935), III marqués de la Cenia,[4] IX marqués de Anglesola, gentilhombre grande de España con ejercicio y servidumbre del rey Alfonso XIII.

Casó, el 12 de diciembre de 1904, con María de las Mercedes de las Casas y Ortiz de Urbina. En 15 de febrero de 1950, le sucedió su hijo:
- José Cotoner y de las Casas (m. 27 de diciembre de 1989), IV marqués de la Cenia.

Casó con Ana Gamundi. Sin descendientes. En 1990, le sucedió su hermano:
- Nicolás Cotoner y de las Casas (m. 6 de noviembre de 1990), V marqués de la Cenia[4] y X marqués de Anglesola.

Casó, el 6 de noviembre de 1990, con Dolores Quirós y Alarcón. En 2 de octubre de 1991, le sucedió su hija:
- María de los Dolores Cotoner y Quirós, VI marquesa de la Cenia.[4]

Casó, el 15 de octubre de 1966, con Carlos de Sagarra Manglano.